# Кінотавр 2013
24-й Кінотавр проходив з 2 по 9 червня 2013 року.

## Журі
- Олександр Мітта, режисер — голова журі;
- Любов Аркус, режисер;
- Анатолій Білий, актор;
- Антон Долін, критик;
- Сергій Мелкумов, продюсер;
- Юрій Потєєнко, композитор;
- Вікторія Толстоганова, актриса.

## Офіційна програма

### Основний конкурс[2]
- «Географ глобус пропив», реж. Олександр Веледінський;
- «Діалоги», реж. Іра Волкова;
- «Жага», реж. Дмитро Тюрін;
- «Іван син Аміра», реж. Максим Панфілов;
- «Інтимні місця», реж. Наталя Меркулова і Олексій Чупов;
- «Майор», реж. Юрій Биков;
- «Небесні дружини лугових марі», реж. Олексій Федорченко;
- «Віддати кінці», реж. Таїсія Ігуменцева;
- «Рознощик», реж. Андрій Стемпковський;
- «Сором», реж. Юсуп Разиков;
- «Труба», реж. Віталій Манський;
- «В очікуванні моря», реж. Бахтієр Худойназаров.

### Фільм відкриття
- «WEEKEND», реж. Станіслав Говорухін.[3]

### Фільм закриття
- «Прощання», реж. Дмитро Костянтинов.[4]

## Нагороди[5]
- Головний приз: «Географ глобус пропив», реж. Олександр Веледінський;
- Приз за кращу режисуру: «Труба», реж. Віталій Манський;
- Приз за кращу жіночу роль: Юлія Ауг, «Інтимні місця»;
- Приз за кращу чоловічу роль: Костянтин Хабенський, «Географ глобус пропив»;
- Приз за кращу операторську роботу: Шандор Беркеші, «Небесні дружини лугових марі»;
- Приз ім. Г. Горіна «За кращий сценарій»: Денис Осокін, «Небесні дружини лугових марі»;
- Приз ім. М. Таривердієва «За кращу музику до фільму»: «Географ глобус пропив»;
- Приз конкурсу «Кінотавр. Дебют»: «Інтимні місця», реж. Наталя Меркулова і Олексій Чупов.

## Інші Кінотаври
- Попередній Кінотавр 2012;
- Наступний Кінотавр 2014.